# 波諾拉河 (戈倫河支流)

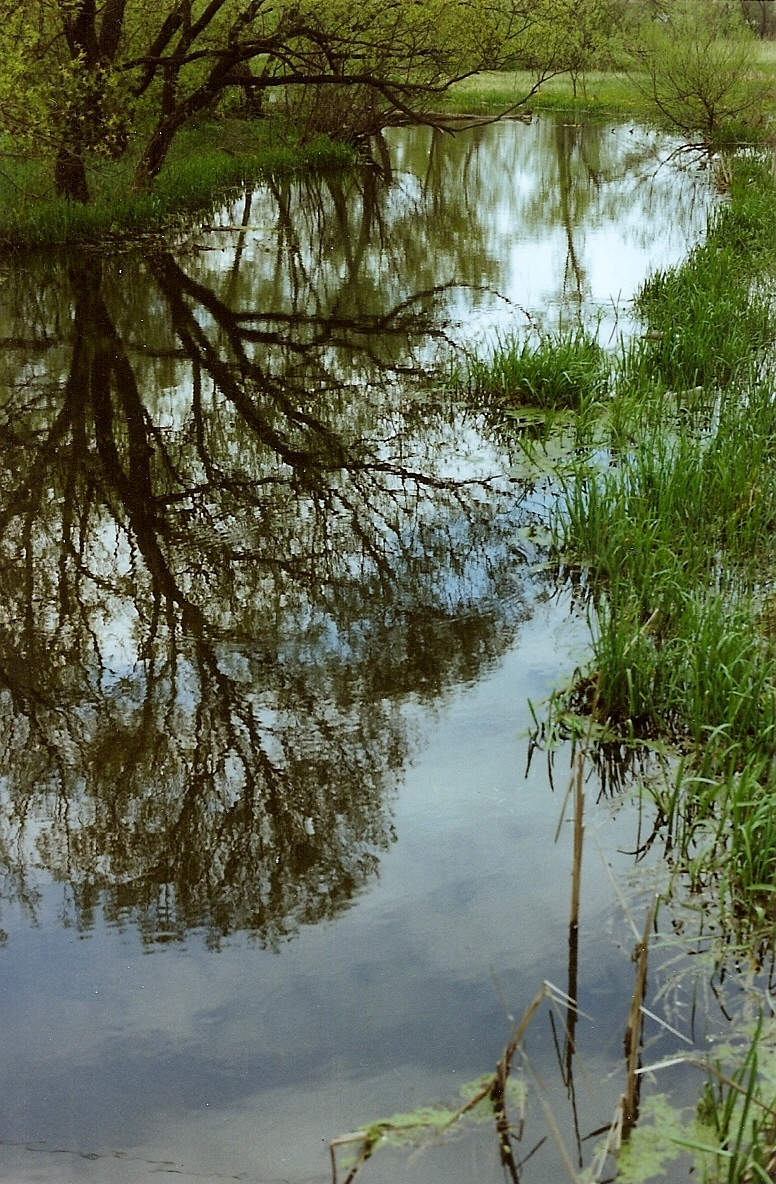

波諾拉河（烏克蘭語：Понора），是烏克蘭的河流，屬於戈倫河的右支流。該河發源自莫基伊夫齊，流經赫梅利尼茨基州的舍佩蒂夫卡區，河道全長22公里，流域面積93.4平方公里。